# Uļjana Semjonova
Uļjana Semjonova (Medumi, 9 de março de 1952) é uma ex-basquetebolista soviética, bicampeã olímpica em 1976 e 1980. 

## Biografia
Com 2,13 metros de altura, Semjonova foi a mais destacada jogadora de basquete no mundo nas década de 1970 e 1980. Vestindo sapatos número 58 (21 nos Estados Unidos e 58 na Europa), ela era conhecida por ter os maiores pés do basquete feminino. Durante quase toda a sua carreira, jogou no clube TTT Riga. Com a TTT, ganhou 15 campeonatos da União Soviética e a Copa Europeia em 15 oportunidades. Em competições internacionais conquistou duas medalhas de ouro em Jogos Olímpicos, jogando para a URSS, em 1976 e 1980 e nunca perdeu um jogo em competições internacionais oficiais.
Ela foi premiada com a Ordem da Bandeira Vermelha do Trabalho em 1976, e em 1993 tornou-se a primeira mulher não-americana consagrada no Basketball Hall of Fame. Foi membro inaugural do Women's Basketball Hall of Fame no grupo de 1999. Em 2007, ela foi consagrada no Hall da Fama da Federação Internacional de Basquetebol.

## Títulos
União Soviética
- Jogos Olímpicos: medalha de ouro - 1976, 1980
- Campeonato Mundial: 1971, 1975, 1983
- Campeonato Europeu: 1968, 1970, 1972, 1974, 1976, 1978, 1980, 1981, 1983, 1985